# Sarnano
Sarnano település Olaszországban, Marche régióban, Macerata megyében. Lakosainak száma 3042 fő (2023. január 1.). Sarnano Acquacanina, Amandola, Bolognola, Fiastra, Gualdo, San Ginesio és Montefortino községekkel határos.

## Népesség
A település lakossága az elmúlt években az alábbi módon változott:
| Lakosok száma | 3263 | 3220 | 3042 |
|               | 2017 | 2018 | 2023 |